# Willy De Geest
Willy De Geest (Gante, 8 de enero de 1947) fue un corredor ciclista profesional belga.

## Palmarés
1969
- Omloop der Zuid-West-Vlaamse Bergen

1973
- 1 etapa de la Vuelta a Suiza

1974
- Colonia-Aquisgrán-Colonia

1977
- 1 etapa de la Vuelta a Suiza

1980
- Gran Premio de Valonia

1981
- Omloop van de Vlasstreek

## Resultados

### Grandes Vueltas y Campeonatos del Mundo
Durante su carrera deportiva ha conseguido los siguientes puestos en las Grandes Vueltas y en los Campeonatos del Mundo en carretera:
| Carrera         | 1968 | 1969 | 1970 | 1971 | 1972 | 1973 | 1974 | 1975 | 1976 | 1977 | 1978 | 1979 | 1980 | 1981 | 1982 |
| --------------- | ---- | ---- | ---- | ---- | ---- | ---- | ---- | ---- | ---- | ---- | ---- | ---- | ---- | ---- | ---- |
| Giro de Italia  | -    | -    | -    | -    | -    | -    | -    | 56.º | 66.º | 75.º | 50.º | 70.º | -    | -    | -    |
| Tour de Francia | -    | -    | -    | -    | -    | Ab.  | -    | -    | Ab.  | -    | -    | -    | -    | -    | -    |
| Vuelta a España | -    | 14º  | -    | -    | -    | -    | -    | -    | -    | -    | -    | -    | -    | -    | -    |
| Mundial en Ruta | -    | -    | -    | -    | -    | -    | -    | -    | -    | -    | -    | -    | -    | -    | -    |